# 1. Fußball- und Sportverein Mainz 05 II 2015-2016
Questa voce raccoglie le informazioni riguardanti il 1. Fußball- und Sportverein Mainz 05 II nelle competizioni ufficiali della stagione 2015-2016.

## Stagione
Nella stagione 2015-2016 il Magonza II, allenato da Sandro Schwarz, concluse il campionato di 3. Liga al 12º posto.

## Rosa
| N. |                     | Ruolo | Calciatore        |
| -- | ------------------- | ----- | ----------------- |
| 1  | Germania (bandiera) | P     | Jannik Huth       |
| 2  | Germania (bandiera) | D     | Tobias Schilk     |
| 3  | Germania (bandiera) | D     | Alexander Hack    |
| 4  | Germania (bandiera) | D     | Tevin Ihrig       |
| 5  | Germania (bandiera) | D     | Fabian Kalig      |
| 6  | Germania (bandiera) | D     | Benedikt Saller   |
| 7  | Germania (bandiera) | C     | Patrick Pflücke   |
| 8  | Germania (bandiera) | C     | Daniel Bohl       |
| 9  | Germania (bandiera) | A     | Lucas Höler       |
| 10 | Germania (bandiera) | C     | Philipp Klement   |
| 11 | Germania (bandiera) | C     | Dennis Franzin    |
| 12 | Libano (bandiera)   | P     | Daniel Zeaiter    |
| 13 | Germania (bandiera) | C     | Devante Parker    |
| 14 | Germania (bandiera) | C     | Alexander Wähling |
| 15 | Austria (bandiera)  | C     | Tim Müller        |

| N. |                     | Ruolo | Calciatore          |
| -- | ------------------- | ----- | ------------------- |
| 16 | Germania (bandiera) | C     | Suat Serdar         |
| 17 | Germania (bandiera) | D     | Marc Wachs          |
| 18 | Germania (bandiera) | P     | Denis Wieszolek     |
| 19 | Germania (bandiera) | A     | Aaron Seydel        |
| 20 | Germania (bandiera) | D     | Charmaine Häusl     |
| 21 | Germania (bandiera) | D     | Marcel Costly       |
| 22 | Germania (bandiera) | C     | Bilal Kamarieh      |
| 23 | Germania (bandiera) | D     | Malte Moos          |
| 24 | Germania (bandiera) | D     | Michael Falkenmayer |
| 25 | Germania (bandiera) | P     | Lukas Watkowiak     |
| 26 | Germania (bandiera) | A     | Tom Schmitt         |
| 27 | Germania (bandiera) | D     | Patrick Schorr      |
| 31 | Germania (bandiera) | C     | Maximilian Wagener  |
| 37 | Germania (bandiera) | A     | Julian Derstroff    |
| 54 | Germania (bandiera) | P     | Florian Müller      |

## Organigramma societario
Area tecnica
- Allenatore: Sandro Schwarz
- Allenatore in seconda: Michael Falkenmayer
- Preparatore dei portieri: Sven Hoffmeister
- Preparatori atletici: Johannes Engert, Johannes Engert

## Calciomercato

### Sessione estiva
| Acquisti | Acquisti           | Acquisti             | Acquisti |
| R.       | Nome               | da                   | Modalità |
| -------- | ------------------ | -------------------- | -------- |
| A        | Julian Derstroff   | Borussia Dortmund II |          |
| A        | Chinedu Ede        | Anorthōsis           |          |
| D        | Charmaine Häusl    | Magonza U19          |          |
| C        | Bilal Kamarieh     | Magonza U19          |          |
| C        | Tim Müller         | Magonza U19          |          |
| A        | Tom Schmitt        | Magonza U19          |          |
| D        | Patrick Schorr     | FSV Francoforte      |          |
| C        | Maximilian Wagener | Osnabrück            |          |
| P        | Denis Wieszolek    | Magonza U19          |          |

| Cessioni | Cessioni        | Cessioni          | Cessioni |
| R.       | Nome            | a                 | Modalità |
| -------- | --------------- | ----------------- | -------- |
| A        | Chinedu Ede     | Twente            |          |
| A        | Mounir Bouziane | Energie Cottbus   |          |
| A        | Jan-Lucas Dorow | Kaiserslautern II |          |
| P        | Bernhard Hendl  | BFC Dynamo        |          |
| P        | Jannik Huth     | Magonza           |          |
| D        | Felix Müller    | Preußen Münster   |          |
| A        | Kai Pröger      | BFC Dynamo        |          |
| D        | Damian Roßbach  | Sandhausen        |          |
| C        | Richard Weil    | Kickers Würzburg  |          |

### Sessione invernale
| Acquisti | Acquisti | Acquisti | Acquisti |
| R.       | Nome     | da       | Modalità |
| -------- | -------- | -------- | -------- |

| Cessioni | Cessioni      | Cessioni      | Cessioni |
| R.       | Nome          | a             | Modalità |
| -------- | ------------- | ------------- | -------- |
| C        | Todor Nedelev | Botev Plovdiv |          |

## Risultati

### 3. Liga

#### Girone di andata
| Arbitro: | Heft |

|  |           |                                   |
|  | Marcatori | 16’, 24’, 82’ Höler 45’ Derstroff |

| Arbitro: | Hussein |

|                          |           |                      |
| Parker 57’ Derstroff 64’ | Marcatori | 6’ Hebisch 20’ Fuchs |

| Arbitro: | Mix |

|         |           |                  |
| Dams 8’ | Marcatori | 34’ (rig.) Höler |

| Arbitro: | Bokop |

|            |           |            |
| Saller 50’ | Marcatori | 60’ Eilers |

| Arbitro: | Huber |

|  |           |               |
|  | Marcatori | 10’ Derstroff |

| Arbitro: | Schlager |

|                         |           |            |
| Höler 51’ Derstroff 80’ | Marcatori | 86’ Breier |

| Arbitro: | Zorn |

|                |           |             |
| Besuschkow 60’ | Marcatori | 42’ Klement |

| Arbitro: | Börner |

|            |           |  |
| Parker 57’ | Marcatori |  |

| Arbitro: | Reichel |

|                                         |           |  |
| Tyrała 61’ (rig.), 89’ (rig.) Aydın 90’ | Marcatori |  |

| Arbitro: | Pfeifer |

|            |           |            |
| Schilk 37’ | Marcatori | 33’ Wegner |

| Arbitro: | Sather |

|                        |           |  |
| Klement 69’ Saller 78’ | Marcatori |  |

| Arbitro: | Huber |

|                                       |           |               |
| Nedelev 52’ (aut.) Hilßner 71’ (rig.) | Marcatori | 13’ Derstroff |

| Magonza 17 ottobre 2015, ore 14:00 CEST 13ª giornata | Magonza II | 0 – 0 referto | Chemnitz | Stadion am Bruchweg (1 033 spett.)\| Arbitro: \| Skorczyk \| |
| Arbitro:                                             | Skorczyk   |               |          |                                                              |

| Arbitro: | Schlager |

|                                   |           |           |
| Königs 39’ Dahmani 52’ Bender 65’ | Marcatori | 88’ Kalig |

| Magonza 31 ottobre 2015, ore 14:00 CET 15ª giornata | Magonza II | 0 – 0 referto | Osnabrück | Stadion am Bruchweg (1 000 spett.)\| Arbitro: \| Bläser \| |
| Arbitro:                                            | Bläser     |               |           |                                                            |

| Arbitro: | Günsch |

|             |           |                                |
| Soriano 63’ | Marcatori | 1’, 40’, 65’ Klement 24’ Höler |

| Arbitro: | Schwermer |

|            |           |  |
| Parker 75’ | Marcatori |  |

| Arbitro: | Skorczyk |

|               |           |  |
| Benyamina 87’ | Marcatori |  |

| Arbitro: | Jöllenbeck |

|  |           |             |
|  | Marcatori | 7’ Kaufmann |

#### Girone di ritorno
| Magonza 12 dicembre 2015, ore 14:00 CET 20ª giornata | Magonza II | 0 – 0 referto | Holstein Kiel | Stadion am Bruchweg (798 spett.)\| Arbitro: \| Reichel \| |
| Arbitro:                                             | Reichel    |               |               |                                                           |

| Arbitro: | Mix |

|                    |           |               |
| Beck 12’, 37’, 68’ | Marcatori | 39’ Derstroff |

| Magonza 23 gennaio 2016, ore 14:00 CET 22ª giornata | Magonza II | 0 – 0 referto | Wehen Wiesbaden | Stadion am Bruchweg (891 spett.)\| Arbitro: \| Winkmann \| |
| Arbitro:                                            | Winkmann   |               |                 |                                                            |

| Arbitro: | Hartmann |

|                                        |           |  |
| Testroet 24’ Hartmann 37’ Lambertz 61’ | Marcatori |  |

| Arbitro: | Waschitzki-Günther |

|                           |           |                               |
| Derstroff 14’ Bungert 83’ | Marcatori | 12’, 19’ Reichwein 86’ Müller |

| Arbitro: | Hussein |

|  |           |                              |
|  | Marcatori | 16’ Derstroff 40’, 79’ Höler |

| Arbitro: | Kornblum |

|                                    |           |             |
| Höler 20’ Derstroff 61’ Saller 90’ | Marcatori | 4’ Grüttner |

| Arbitro: | Zorn |

|                         |           |  |
| Shapourzadeh 26’ (rig.) | Marcatori |  |

| Arbitro: | Reichel |

|           |           |  |
| Höler 21’ | Marcatori |  |

| Arbitro: | Pfeifer |

|                   |           |  |
| Kvesić 62’ (rig.) | Marcatori |  |

| Arbitro: | Alt |

|            |           |            |
| Diring 58’ | Marcatori | 63’ Parker |

| Arbitro: | Badstübner |

|                       |           |                          |
| Seydel 20’ Saller 54’ | Marcatori | 19’ Kazior 52’ Eggestein |

| Arbitro: | Skorczyk |

|                                                     |           |           |
| Dem 3’ Conrad 12’ Türpitz 20’, 77’ (rig.) Frahn 58’ | Marcatori | 5’ Seydel |

| Arbitro: | Jöllenbeck |

|  |           |           |
|  | Marcatori | 87’ Biada |

| Arbitro: | Jablonski |

|             |           |                      |
| Álvarez 52’ | Marcatori | 14’ (rig.) Derstroff |

| Arbitro: | Mix |

|            |           |                       |
| Parker 78’ | Marcatori | 59’ Berko 83’ Mendler |

| Arbitro: | Kempter |

|                                      |           |                        |
| Müller 3’ Ojala 58’ (rig.) Morys 66’ | Marcatori | 14’ Klement 32’ Costly |

| Arbitro: | Schriever |

|                                               |           |  |
| Höler 32’ Saller 60’ Parker 62’ Derstroff 74’ | Marcatori |  |

| Arbitro: | Perl |

|                             |           |                                    |
| Sukuta-Pasu 57’ (rig.), 77’ | Marcatori | 48’ Derstroff 88’ Kalig 90’ Costly |

## Statistiche

### Statistiche di squadra
| Competizione | Punti | In casa | In casa | In casa | In casa | In casa | In casa | In trasferta | In trasferta | In trasferta | In trasferta | In trasferta | In trasferta | Totale | Totale | Totale | Totale | Totale | Totale | DR |
| Competizione | Punti | G       | V       | N       | P       | Gf      | Gs      | G            | V            | N            | P            | Gf           | Gs           | G      | V      | N      | P      | Gf     | Gs     | DR |
| ------------ | ----- | ------- | ------- | ------- | ------- | ------- | ------- | ------------ | ------------ | ------------ | ------------ | ------------ | ------------ | ------ | ------ | ------ | ------ | ------ | ------ | -- |
| 3. Liga      | 48    | 19      | 7       | 8       | 4       | 23      | 15      | 19           | 5            | 4            | 10           | 25           | 32           | 38     | 12     | 12     | 14     | 48     | 47     | +1 |
| Totale       | 48    | 19      | 7       | 8       | 4       | 23      | 15      | 19           | 5            | 4            | 10           | 25           | 32           | 38     | 12     | 12     | 14     | 48     | 47     | +1 |

### Andamento in campionato
| Giornata  | 1 | 2 | 3 | 4 | 5 | 6 | 7 | 8 | 9 | 10 | 11 | 12 | 13 | 14 | 15 | 16 | 17 | 18 | 19 | 20 | 21 | 22 | 23 | 24 | 25 | 26 | 27 | 28 | 29 | 30 | 31 | 32 | 33 | 34 | 35 | 36 | 37 | 38 |
| --------- | - | - | - | - | - | - | - | - | - | -- | -- | -- | -- | -- | -- | -- | -- | -- | -- | -- | -- | -- | -- | -- | -- | -- | -- | -- | -- | -- | -- | -- | -- | -- | -- | -- | -- | -- |
| Luogo     | T | C | T | C | T | C | T | C | T | C  | C  | T  | C  | T  | C  | T  | C  | T  | C  | C  | T  | C  | T  | C  | T  | C  | T  | C  | T  | T  | C  | T  | C  | T  | C  | T  | C  | T  |
| Risultato | V | N | N | N | V | V | N | V | P | N  | V  | P  | N  | P  | N  | V  | V  | P  | P  | N  | P  | N  | P  | P  | V  | V  | P  | V  | P  | N  | N  | P  | P  | N  | P  | P  | V  | V  |
| Posizione | 1 | 2 | 5 | 7 | 4 | 2 | 3 | 2 | 4 | 5  | 3  | 4  | 4  | 5  | 4  | 4  | 4  | 5  | 6  | 7  | 8  | 8  | 11 | 12 | 9  | 8  | 9  | 8  | 9  | 8  | 7  | 9  | 12 | 14 | 14 | 16 | 14 | 12 |

Legenda:

Luogo: C = Casa; T = Trasferta. Risultato: V = Vittoria; N = Pareggio; P = Sconfitta.

### Statistiche dei giocatori
| M. Beister     | 1  | 0  | 0  | 0 |
| D. Bohl        | 36 | 0  | 10 | 0 |
| N. Bungert     | 1  | 1  | 0  | 0 |
| M. Costly      | 22 | 2  | 1  | 0 |
| J. Derstroff   | 35 | 12 | 4  | 0 |
| C. Ede         | 4  | 0  | 0  | 0 |
| M. Falkenmayer | 0  | 0  | 0  | 0 |
| D. Franzin     | 2  | 0  | 1  | 0 |
| A. Hack        | 17 | 0  | 2  | 1 |
| J. Huth        | 31 | 0  | 0  | 0 |
| C. Häusl       | 12 | 0  | 3  | 0 |
| L. Höler       | 37 | 11 | 5  | 0 |
| T. Ihrig       | 21 | 0  | 3  | 0 |
| F. Kalig       | 36 | 2  | 8  | 0 |
| B. Kamarieh    | 4  | 0  | 0  | 0 |
| P. Klement     | 16 | 6  | 1  | 0 |
| M. Moos        | 16 | 0  | 1  | 0 |
| C. Moritz      | 1  | 0  | 0  | 0 |
| F. Müller      | 2  | 0  | 0  | 0 |
| T. Müller      | 15 | 0  | 0  | 0 |
| T. Nedelev     | 6  | 0  | 0  | 0 |
| D. Parker      | 35 | 6  | 4  | 0 |
| P. Pflücke     | 37 | 0  | 0  | 0 |
| B. Saller      | 33 | 5  | 10 | 1 |
| T. Schilk      | 29 | 1  | 3  | 0 |
| T. Schmitt     | 0  | 0  | 0  | 0 |
| P. Schorr      | 13 | 0  | 1  | 0 |
| S. Serdar      | 7  | 0  | 1  | 0 |
| A. Seydel      | 23 | 2  | 4  | 0 |
| M. Wachs       | 21 | 0  | 2  | 1 |
| M. Wagener     | 2  | 0  | 0  | 0 |
| L. Watkowiak   | 0  | 0  | 0  | 0 |
| D. Wieszolek   | 0  | 0  | 0  | 0 |
| A. Wähling     | 0  | 0  | 0  | 0 |
| D. Zeaiter     | 5  | 0  | 0  | 0 |